# Ras al-Khaimah
Ras al-Khaimah este un oraș din Emiratele Arabe Unite, capitala Emiratului Ras al-Khaimah.